# کارل ابرت

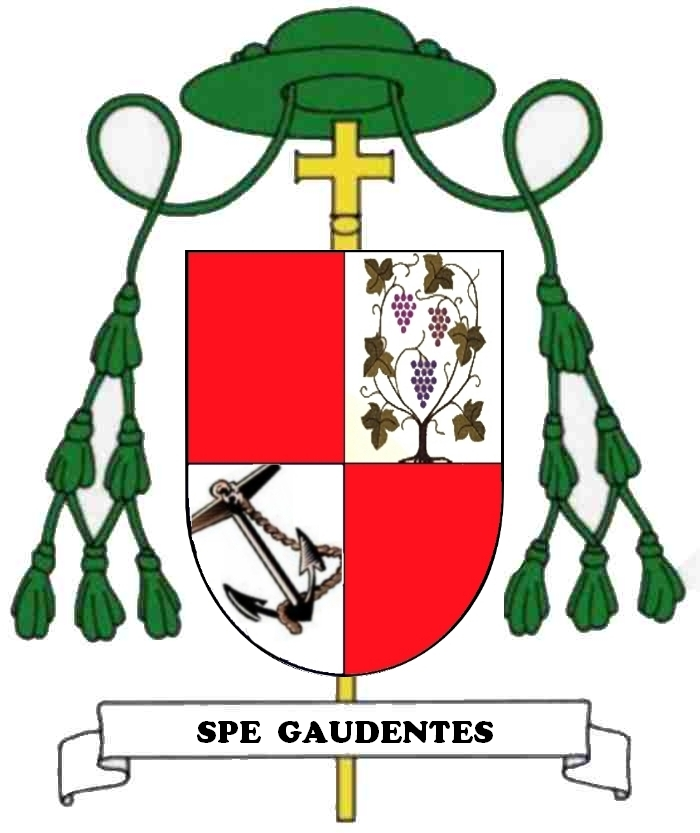
نشان اسقفی کارل ابرت

کارل کریستین ابرت (۱۵ اکتبر ۱۹۱۶ – ۱۲ نوامبر ۱۹۷۴) اسقف اعظم آلمانی در کلیسای کاتولیک بود که اسقف ذخیره در ناحیهٔ اسقفی ارفورت-ماینینگن در آلمان شرقی بود.
کارل ابرت در ۱۵ اکتبر ۱۹۱۶ در وورتسبورگ، بایرن به دنیا آمد. او در ۱۹۴۱ به کهنوت پیوست تا یک کشیش پیشنماز در لان‌اشتاین و همچنین سرباز ارتش آلمان نازی شد. در ۱۹۴۸ او یک دین‌یار ارتش در هاملبورگ بود، در ۱۹۵۰ به عنوان معاون کشیش بخش و کشیش در ورنسهاوزن و در ۱۹۵۹ کشیش بخش اونترولنبورن شد. در ۱۹۶۸ او رئیس کلیسای زالفلد و در ۱۹۷۱، کمسیر روحانی اسقف ورزبورگ در ماینینگن گشت. همچنین او در ۲۰ ژوئیه ۱۹۷۳ توسط پاپ پل ششم به مقام اسقف افتخاری درواس، اسقف ذخیره در ناحیهٔ اسقفی ارفورت-ماینینگن و قائم‌مقام کشیش بخش در ماینینگن شد.
کارل ابرت در ۱۲ نوامبر ۱۹۷۴ در شهر ماینینگن، جمهوری دمکراتیک آلمان درگذشت.

## مطالعهٔ بیشتر
- Short biography on: Ebert, Karl. In: Wer war wer in der DDR? 5th issue, Vol. 1, Ch. Links, Berlin, 2010.